# 장치기
장치기는 '격구' '타구'와 마찬가지로 공채로 공을 치면서 노는, 오늘날의 '하키'와 유사한 운동 경기다. 장치기는 바로 작대기로 공을 친다는 의미인데, 말을 타고 하는 격구나 타구와 달리 격렬한 육체적 활동을 요하는 운동경기이다. 양편의 사람들이 각각 공채를 가지고 장치기공을 쳐서 상대편의 구문(毬門)에 넣어 승부를 다투는 한국의 공치기놀이다. 주로 음력 정초나 농한기에 10대~ 20대의 청소년들을 위주로 이루어진다.장치기는 공을 경기장 끝선을 통과시켜 점수를 내는 방식과 구문(골문)을 만들어 그 안에 넣는 방식이 있는데 전자가 더 일반적이다.6-12명을 두팀으로 나누어 하는 경우가 일반적이며, 많은 경우 30-40명까지 참여하는 경우도 있다.

## 유래
장치기란 이름은 이 놀이가 서민 놀이화되면서 불리게 된 것으로 막대기“장”과 친다의 명사 “치기”가 붙어서 장치기가 되었을 것이라고 추측된다. 현재 장치기는 경남의 밀양, 거창, 의령, 산청, 동래 등과 경상북도의 영주, 김천, 안동, 경산 등에서 행해지고 있다. 이 장치기의 기원이 언제부터인지는 자세히 알려진 바 없다. 다만, 장치기는 기마격구인 격구를 간소화한 것으로 보인다. 이와 관련하여 신라 무인석상에서 장치기 채를 들고 서 있는 흔적을 발견할 수 있다. 또한 장치기에 대한 기록은 <<고려사 권1 태조 원년(918년) 9월 갑오조>>에서 찾아볼 수 있을 정도로 그 역사가 깊으며 고려 이전의 삼국시대에도 널리 행해졌던 것으로 보인다.
격구가 고려시대 이후 성행한 것으로 미루어 장치기도 크게 발달했을 가능성이 있다. 더구나 격구가 조선 세종(世宗) 때 무과시험에 채택되면서 이를 연마하기 위한 방편의 하나로 땅 위에서 행하는 장치기가 성행한 것으로 짐작된다. 18세기 중반 격구가 무과의 과목에서 빠지면서 민간에서 이 장치기만이 남아 명맥을 유지한 것으로 보인다. 그러다가 일제강점기인 1931년에 ‘우리 경기부흥의 봉화, 장구 얼레공대회 개최’라는 제목 아래 장치기대회가 개최됨으로써 장치기의 명맥이 부활되는 계기를 맞이하였다. 그 후 각 지방에서 간헐적으로 행해지다가 1970년 경남 밀양문화원 무안분원이 발족할 당시 촌로들의 회상을 종합하여 장치기대회를 열어 경축함으로써, 이 지역을 중심으로 장치기가 오늘날까지 전승·보존되고 있다.
장치기의 유래는 고려 말, 조선 초, 조선 후기로 다양하게 나뉜다. 실제 이 놀이가 유행한 시기는 조선 후기이지만, 단편적인 기록에 의하면 고려 말이나 조선 초에도 장치기의 형태가 나타난다.
조선 초기에 장치기의 초기 형태인 지상격구는 놀이 방식이 크게 2가지로 나타난다. 공을 쳐서 와아라는 구멍에 넣는 구멍투입형, 일정한 과녁을 맞히는 과녁타격형이 있다. 공을 앞에 놓고 막대로 타격해서 일정한 목표물에 넣거나 맞추는 방식으로 보아 위의 2가지 기록의 지상격구는 장치기의 원형으로 볼 수 있다.
조선 후기 근대적 장치기의 형성시기는 명확하지 않다. 대략 마상격구가 소멸된 조선 후기에 민간에 보급되었으며, 19c에는 널리 성행한 것으로 여겨진다.

## 놀이법
편을 나누는데 마을끼리 할 경우 윗마을·아랫마을 또는 동부·서부로 나누어 하고, 같은 마을끼리 할 경우 장치게를 모두 모아 섞은 다음 반으로 나눠 장치게 임자가 집어들면 그것이 편이 되기도 한다. 그밖에 가위바위보로 편을 짜거나 다양한 방법으로 나눈다. 놀이 시작은 각 편의 대장이 나와서 한다.
- 던질장 ― 심판이 양편 대장들의 장치게를 던지면 양편 대장들은 달려가서 장치게를 먼저 들고 돌아오는 대장이 공을 상대방 진영으로 쳐내면서 시작한다.
- 십장 ― 중앙선에 파놓은 구멍에서 심판은 장치게 위로 공을 던져 올리는데, 이 때대장이 떨어지는 공을 친다. 나머지 공격수들은 상대편 대장이 떨어지는 공을 못 치도록 상대편 대장의 장치게를 칠 수 있다. 어느 편이든 대장의 장치게에 공이 닿으면 놀이가 시작된다.
- 천장(웃짱) ― 중앙에 양편 대장들만이 나와서 장치게를 높이 치켜들면, 그 위로 심판이 공을 올리고 떨어지는 공을 먼저 상대진영으로 쳐내면 놀이가 시작된다.
- 땅장(아랫짱) ― 중앙에 양편 대장들만이 나오고 중앙에 파놓은 구멍 안의 공을 심판의 호각소리에 맞춰 먼저 상대진영으로 쳐낸다.
- 돌림장(소래기) ― 중앙에 양편 대장들만이 나와서, 심판의 호각소리에 맞추어 제자리에서 한 바퀴 또는 몇 바퀴를 돈 다음, 구멍 안에 있는 공을 먼저 쳐내면 시작된다.

### 규칙
절대로 손과 발을 공에 대서는 안되며 반드시 장치게로만 공을 쳐야 한다. 상대편의 진로를 방해하거나 밀거나 장치게로 상대편 종아리 같은 곳을 치면 반칙이다. 또 장치게가 머리 위까지 올라가면 반칙이 되나 고의가 아니면 문제 삼지 않는다. 그러나 심하게 때리거나 고의적으로 손이나 발을 대면 반칙이 되는데, 경우에 따라서는 경기장 밖으로 퇴장시키기도 한다.
상대편의 정해진 선 밖으로 나가면 점수를 1점 얻는다. 즉 직사각형의 짧은 면이 정해진 선이고 선 밖으로 쳐서 밀어내면 1점을 얻는 것이다. 한 골을 넣게 되면 '한 판 이겼다.'라고 하고 땅에다 기록해둔다.
정해진 시간이 있는 것이 아니라 아침부터 저녁까지 했고, 짬짬이 식사를 하기 위해 쉬었다가 계속했다. 따라서 정해진 점수가 없다. 그러나 5점 내기 또는 10점 내기를 정해서 먼저 그 점수에 도달하는 편이 이기게 된다.

### 반칙과 벌칙
- 다음의 행위는 상대편에게 '물레공'을 치게 한다.

1. 공이 몸의 일부에 닿는 것
2. 상대편의 공채를 몸으로 막는 행위
3. 상대편의 몸을 공채로 치거나 치려고 하는 행위
4. 상대편의 경기 활동을 몸으로 막는 행위

- 다음의 행위는 '굴러공'을 치게 한다.

1. 공을 구장의 종선 밖으로 쳐내는 것

- 다음의 행위는 상대편에게 '구멍공'을 치게 한다.
- 공을 횡선 밖으로 쳐내는 것

#### 벌칙
'물레공'이란 몸을 한 바퀴 돌면서 공을 치는 것을, '굴러공'은 굴려주는 공을 치는 것을, '구멍공'은 공을 원의 중심에 파놓은 구멍에 놓고 치는 것을 뜻한다. 심판은 ‘딱딱이’를 쳐서 경적을 삼고, 상대편을 식별하기 위하여 너비가 있는 청홍(靑紅)의 색띠를 두른다.